# دون كاندي
دون كاندي (بالإنجليزية: Don Candy)‏ مواليد 31 مارس 1929 في أديليد، هو لاعب كرة مضرب أسترالي سابق كان يلعب باليد اليمنى. هو أحد أبطال الجراند سلام.

## النهائيات

### الزوجي (الألقاب 1, الوصافة 6)
| الحصيلة | السنة | البطولة                   | الشريك     | المنافس في النهائي          | النتيجة في النهائي   |
| ------- | ----- | ------------------------- | ---------- | --------------------------- | -------------------- |
| الوصافة | 1951  | البطولة الوطنية الأمريكية | ميرفين روز | كين ماكغريغور فرانك سيدجمان | 8–10, 4–6, 6–4, 5–7  |
| الوصافة | 1952  | البطولة الأسترالية        | ميرفين روز | كين ماكغريغور فرانك سيدجمان | 4–6, 5–7, 3–6        |
| الوصافة | 1953  | البطولة الأسترالية        | ميرفين روز | ليو هود كين روزوول          | 11–9, 4–6, 8–10, 4–6 |
| الوصافة | 1956  | البطولة الأسترالية        | ميرفين روز | ليو هود كين روزوول          | 8–10, 11–13, 4–6     |
| الفوز   | 1956  | البطولة الفرنسية          | بوب بيري   | أشلي كوبر (تنس) ليو هود     | 7–5, 6–3, 6–3        |
| الوصافة | 1957  | البطولة الفرنسية          | ميرفين روز | مال أندرسون أشلي كوبر (تنس) | 3–6, 0–6, 3–6        |
| الوصافة | 1959  | البطولة الأسترالية        | بوب هاو    | رود ليفر بوب مارك           | 7–9, 4–6, 2–6        |

## روابط خارجية
- دون كاندي على موقع رابطة محترفي التنس (الإنجليزية)
- دون كاندي على موقع الاتحاد الدولي لكرة المضرب (الإنجليزية)
- دون كاندي على موقع بطولة ويمبلدون (الإنجليزية)
- دون كاندي على موقع خلاصة التنس.كوم (الإنجليزية)